# Hagengletsjer
De Hagengletsjer (Deens: Hagen Bræ) is een gletsjer in Nationaal park Noordoost-Groenland in het noordoosten van Groenland. 
De gletsjer is vernoemd naar de Deense cartograaf Niels Peter Høeg Hagen (1877-1907).

## Geografie
De gletsjer is zuidwest-noordoost georiënteerd en heeft een lengte van meer dan 60 kilometer. Ze mondt in het noordoosten uit in het Hagenfjord dat in het verlengde ligt van de gletsjer.
Ten noorden van de gletsjer ligt het J.C. Christensenland en ten zuidoosten het Mylius-Erichsenland.